# Pikku Venejärvi
Pikku Venejärvi och Iso Venejärvi, eller Venejärvet är sjöar i Finland. De ligger i kommunen Savukoski i landskapet Lappland, i den norra delen av landet, 800 km norr om huvudstaden Helsingfors. Pikku Venejärvi ligger 201,2 meter över havet. Arean är 25,8 hektar och strandlinjen är 2,54 kilometer lång. Sjön  ingår i Kemi älvs huvudavrinningsområde. 